# Ronde van Frankrijk 2019/Zesde etappe
De zesde etappe van de Ronde van Frankrijk 2019 werd verreden op 11 juli over een afstand van 160,5 kilometer tussen Mulhouse en Planche des Belles Filles. Deze etappe was de eerste krachtmeting tussen de klassementsrenners.

## Verloop
Het was een rit met zeven beklimmingen, achtereenvolgens Le Markstein (1e categorie), Grand Ballon, (3e), Col du Hundsruck (2e), Ballon d'Alsace (1e), Col des Croix (3e), Col des Chevrères (2e) en met finish op Planche des Belles Filles. 
Al snel vormde zich een kopgroep van veertien renners met daarin de Belgen Thomas De Gendt, zijn ploeggenoot Tim Wellens -drager van de bolletjestrui-, Serge Pauwels, Dylan Teuns en Xandro Meurisse. Meurisse had ook nog gezelschap van zijn Italiaanse ploegmaat Andrea Pasqualon. Een derde duo vormden de Italiaan Giulio Ciccone en de Fransman Julien Bernard. Eenlingen waren de Duitsers Nikias Arndt, sprinter André Greipel en Nils Politt, de Eritreër Natnael Berhane, de Fransen Benoît Cosnefroy en Fabien Grellier. Zij bereikten een maximale voorsprong van meer dan acht minuten. Enkel ritwinnaar  Dylan Teuns,  Giulio Ciccone en  Xandro Meurisse wisten het peloton voor te blijven, waarvan  Geraint Thomas als eerste de finish bereikte. Nummer-2 in de rituitslag, Giulio Ciccone, nam de gele trui over van Julian Alaphilippe. Mede dankzij acht seconden bonificatie onder weg en zes op de meet hield hij zes seconden voorsprong over. 

## Uitslag en klassement
| Mulhouse – Planche des Belles Filles (160 km) |                    |                       |          |
| Plaats                                        | Naam               | Ploeg                 | Tijd     |
| 1                                             | Dylan Teuns        | Bahrain-Merida        | 4u09'03" |
| 2                                             | Giulio Ciccone     | Trek-Segafredo        | + 11"    |
| 3                                             | Xandro Meurisse    | Wanty-Gobert          | + 1'05"  |
| 4                                             | Geraint Thomas     | Team INEOS            | + 1'44"  |
| 5                                             | Thibaut Pinot      | Groupama-FDJ          | + 1'46"  |
| 6                                             | Julian Alaphilippe | Deceuninck–Quick-Step | z.t.     |
| 7                                             | Nairo Quintana     | Movistar Team         | + 1'51"  |
| 8                                             | Emanuel Buchmann   | BORA-hansgrohe        | z.t.     |
| 9                                             | Jakob Fuglsang     | Astana Pro Team       | + 1'53"  |
| 10                                            | Mikel Landa        | Movistar Team         | z.t.     |
|                                               |                    |                       |          |
| 19                                            | Bauke Mollema      | Trek-Segafredo        | + 2'19"  |

| Algemeen klassement |                    |                       |           |
| Plaats              | Naam               | Ploeg                 | Tijd      |
| 1                   | Giulio Ciccone     | Trek-Segafredo        | 23u14'55" |
| 2                   | Julian Alaphilippe | Deceuninck–Quick-Step | + 6"      |
| 3                   | Dylan Teuns        | Bahrain-Merida        | + 32"     |
| 4                   | George Bennett     | Team Jumbo-Visma      | + 47"     |
| 5                   | Geraint Thomas     | Team INEOS            | + 49"     |
| 6                   | Egan Bernal        | Team INEOS            | + 53"     |
| 7                   | Thibaut Pinot      | Groupama-FDJ          | + 58"     |
| 8                   | Steven Kruijswijk  | Team Jumbo-Visma      | + 1'04"   |
| 9                   | Michael Woods      | EF Education First    | + 1'13"   |
| 10                  | Rigoberto Urán     | EF Education First    | + 1'15"   |

1e etappe ·
2e etappe ·
3e etappe ·
4e etappe ·
5e etappe ·
6e etappe ·
7e etappe ·
8e etappe ·
9e etappe ·
10e etappe ·
11e etappe ·
12e etappe ·
13e etappe ·
14e etappe ·
15e etappe ·
16e etappe ·
17e etappe ·
18e etappe ·
19e etappe ·
20e etappe ·
21e etappe
Startlijst · Eindstanden · Afbeeldingen